# Ángel Carballeira Rego
Ángel Carballeira Rego, a veces citado como "Rejo" (Lanzós, 19 de marzo de 1907 - Toulouse, julio de 1963), fue un militante y resistente anarquista. Miembro destacado de la Federación Anarquista Ibérica (FAI) y de la CNT, desempeñó cargos de responsabilidad durante la guerra civil española.

## Biografía
Como muchos jóvenes gallegos de su generación, Ángel Carballeira emigró a Argentina durante su adolescencia. Allí se interesó por el anarquismo, influido por las actividades de la FORA y la Unión Sindical Argentina. En 1923 regresó a España y se estableció en Barcelona, donde se integró activamente en el movimiento anarquista del barrio de Gràcia.
Detenido en diversas ocasiones por su militancia, en 1933 fue encarcelado debido a su participación en los Comités de Defensa de la CNT y la FAI de Gràcia. Durante la Guerra Civil, ocupó puestos de responsabilidad en la CNT de Barcelona.
Tras la derrota republicana, se exilió en Francia, donde continuó su actividad anarquista. Participó en grupos de acción clandestinos, colaborando con el de Josep Lluís Facerias en 1947 y el de Vila Capdevila en 1949.
En 1959 asumió el cargo de Secretario de Coordinación del Secretariado Intercontinental de la CNT, representando al grupo mayoritario dentro de la organización y encargado de la lucha antifranquista. En 1961 fue reelegido para el cargo durante el Congreso de Reunificación celebrado en Limoges.
Ángel Carballeira Rego falleció en Toulouse en julio de 1963.